# Верх-Ушут
Верх-Ушу́т (рос. Верх-Ушут, марій. Кӱшыл Ӱшӱт) — присілок у складі Куженерського району Марій Ел, Росія. Входить до складу Тум'юмучаського сільського поселення.
Стара назва — Верхній Ушут.

## Населення
Населення — 153 особи (2010; 167 у 2002).
Національний склад (станом на 2002 рік):
- марі — 90 %